# István Fekete
István Fekete (Gölle, 25 de janeiro de 1900 - Budapeste, 23 de junho de 1970) foi um escritor húngaro do século XX, um dos mais populares do país do século.
Ele é talvez mais conhecido por seu romance juvenil Tüskevár ("Castelo do Espinho", 1957), sobre as férias de verão de dois meninos da cidade na esquina do Lago Balaton e do rio Zala, suas experiências, aventuras, contato com a natureza em sua forma genuína. Eles são ajudados por um homem velho em sua jornada gradual para a idade adulta. Este romance recebeu o Prêmio Attila József em 1960, foi transformado em filme em 1967 (veja sua entrada no IMDb) e foi eleito o 8º romance mais apreciado da Hungria no Big Read em 2005. Sua sequência foi Téli berek ("Winter Grove", 1959).

## Romances sobre animais
- Bogáncs (1957): outro famoso romance seu; apareceu em inglês como Thistle . Trata-se de um cão pastor ( pumi ). Foi transformado em filme em 1967 (IMDb).
- Lutra, a lontra (1955); versão cinematográfica feita em 1986 (IMDb)
- Vuk, the little fox (1965) Tradução para o inglês Vuk the fox cub" (2008) ISBN 978-963-11-8553-9. Um filme de animação muito popular foi feito em 1981.
- Kele, a cegonha (1955)
- Csí, sobre um par de andorinhas (1940, conto)
- Hu, a coruja (1966, romance)

## Outros romances e coleções de contos
- A koppányi aga testamentuma ("O Testamento do Castelo Koppány Agha", 1937), um romance histórico que se passa em 1586. Um filme também foi feito a partir deste romance (IMDb).
- Zsellérek ("Cottars", 1939, romance)
- Öreg utakon ("On Old Ways", 1941, histórias)
- Hajnal Badányban ("Amanhecer em Badány", 1942, romance)
- Egy szem kukorica ("Um grão de milho", 1944, histórias)
- Derengő Hajnal ("Day Breaking", 1944, romance, originalmente lançado sob o título: Emberek között, "Amongst People". Dramatização de Alfred Soultan)
- Gyeplő nélkül ("Sem Rédea", 1947, romance)
- Tíz szál gyertya ("Dez Velas", 1948, histórias)
- Halászat ("Pesca", 1955, manual)
- Pepi-kert ("Pepi Garden", a história e descrição do arboreto Szarvas, 1960)
- Köd ("Fog", 1960, histórias de caça)
- Kittenberger Kálmán élete ("Vida de Kálmán Kittenberger " [um explorador da África], 1962, biografia novelística)
- Őszi vásár ("Feira de Outono", 1962, histórias)
- Csend ("Silêncio", 1965, romance)
- Cochilo Huszonegy ("Vinte e um Dias", histórias, 1965)
- Barangolások ( "Wanderings", 1968, histórias)
- Ballagó idő ("Tempo Ambling", 1970, romance biográfico; versão cinematográfica em 1976 (IMDb)
- Rózsakunyhó ("Rose Hut", histórias, 1973 - póstuma)
- Tarka rét ("Pasto Motley", histórias, 1973 - póstuma)